# Sitti Sawda
Sitti Sawda eller Sawda bint al-Faqih, död 1242, var hustru till sultan Al-Kamil av Egypten (regent 1218–1238). Hon var mor till sultan Al-Adil II (regent 1238–1240) och styvmor till sultan As-Salih Ayyub (regent 1240–1249).

## Biografi
Sitti Sawda var dotter till schejk Rasr Al-Faqih. Hon gifte sig med Al-Kamil och blev hans främsta hustru vid hans tronbestigning 1218.
Sawda bint al-Faqih beskrivs som en listig och intrigant kvinna som övertygade sin man al-Kamil att göra hennes son Saif al-Din, som var yngre än Najm al-Din, till tronföljare under förevändning att Najm al-Din sonen till en svart slavinna, medan Saif al-Din var son till henne som fri muslimsk hustru, och att Najm al-Din var ambitiös och ville förstöra den ayyubidiska staten. Hon övertalade honom sedan att utse hennes styvson till guvernör i Syrien, för att hålla honom borta från Egypten och ge hennes son en bättre position för att överta tronen vid makens död.

### Sultanmoder
Förbundet hjälpte hennes son att nå makten efter faderns död 1238, med hjälp av Fakhr al-Din Ibn Sheikh al-Shuyukh och prins Rukn al-Din al-Hijawi. al-Nasir Dawuds tjänare gav honom konkubiner, vilket uppges ha lett till korruptionen av hennes sons moral efter att han övertog makten. Hans regering blev misslyckad och kunde inte kontrollera en ökande anarki, vilket skapade utrymme för hans förvisade halvbror att överta makten.
Ibn Sheikh al-Shuyukh ångrade att han hjälpte hennes son till makten. Hennes styvson Saif al-Din fängslade Ward al-Muni och Nour al-Sabah, som var de tjänare som ska ha assisterat henne i hennes komplott mot Najm al-Din. Hon skrev då till sina tre farbröder, Mujir al-Din bin al-Adil I, Taqi al-Din bin al-Adil I och al-Salih Ismail bin al-Adil I, med påståenden att hennes styvsons avsikt att döda dem. Detta utlöste Al-Salih Ismails kupp och hans attack mot Damaskus och hans svek mot Najm al-Din, efter att Najm al-Din bad om hans hjälp med att komma in i Egypten, och hans dödande av Al-Mughith Omar, son till Najm al-Din.

### Senare liv
När Najm al-Din 1240 övertog Egyptens styre, fängslade han Saif al-Din och beordrade henne att inställa sig i fängelse. Hon och hennes två konkubiner flydde till Al-Karak Castle med Al-Nasir, där hon avled 1242.